# 1948年ロンドンオリンピックのインド選手団
1948年ロンドンオリンピックのインド選手団（1948ねんロンドンオリンピックのインドせんしゅだん）は、1948年7月29日から8月14日にかけてイギリスの首都ロンドンで開催された1948年ロンドンオリンピックのインド選手団、およびその競技結果。

## 概要
今大会は金メダル1個を獲得した。

## メダル
| メダル | 選手名                        | 競技     | 種目 |
| ------ | ----------------------------- | -------- | ---- |
| 金     | レスリー・クラウディウス [[]] | ホッケー | 男子 |